# (464435) 2016 BQ34
(464435) 2016 BQ34 es un asteroide perteneciente al cinturón de asteroides, descubierto el 14 de abril de 2001 por el equipo Spacewatch desde el Observatorio Nacional de Kitt Peak (Arizona, Estados Unidos).